# Theriosuchus
Genre
Espèces de rang inférieur
- † T. pusillus Owen, 1879 (type)
- † T. grandinaris Lauprasert et al., 2011
- † T. morrisonensis Foster, 2018

Theriosuchus est un genre éteint de mésoeucrocodyliens atoposauridés ayant vécu du Jurassique supérieur au Crétacé inférieur, en Europe (sud de l'Angleterre), en Asie du Sud-Est (Thaïlande) et dans l'ouest de l'Amérique du Nord (Wyoming), avec des restes fragmentaires découverts dans le Jurassique moyen et le Crétacé inférieur en Chine, au Maroc et en Écosse.

## Taxonomie

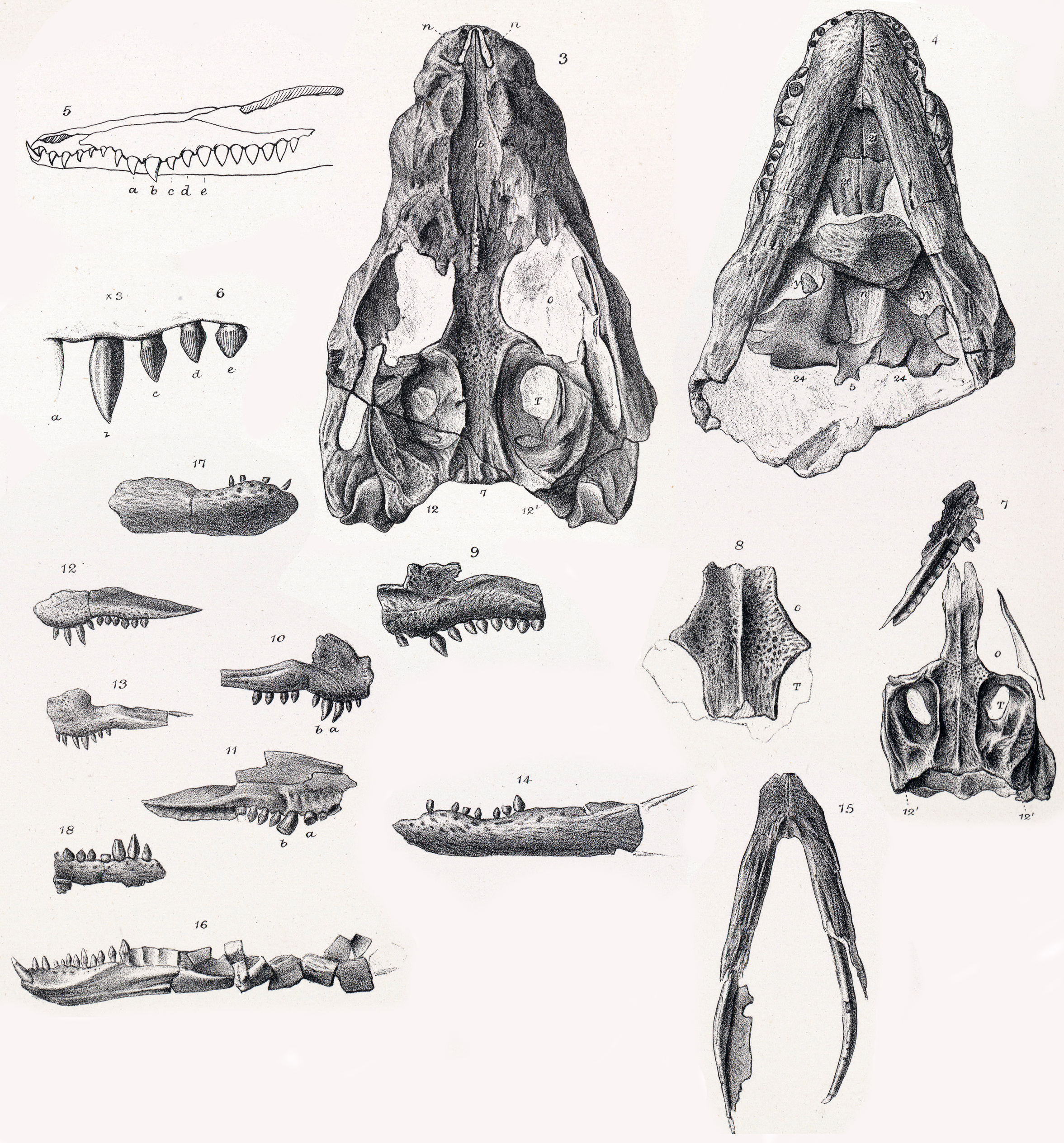
Éléments du crâne de T. pusillus.

Trois espèces valides sont actuellement reconnues : Theriosuchus pusillus du sud de l'Angleterre, T. grandinaris de Thaïlande et T. morrisonensis de la formation de Morrison d'Amérique du Nord. Theriosuchus était auparavant attribué aux Atoposauridae, mais une analyse cladistique de 2016 l'a révélé comme un néosuchien plus proche des membres de la famille des Paralligatoridae que des atoposauridés.
Deux espèces précédemment attribuées à ce genre, Theriosuchus ibericus et T. symplesiodon, ont été réaffectées au nouveau genre Sabresuchus. D'autre part, Theriosuchus guimarotae du Portugal a été réaffecté à Knoetschkesuchus.

## Paléobiologie
Les fossiles appartenant au genre sont abondants sur plusieurs sites européens, à savoir le Dorset, dans le sud de l'Angleterre.